# فلورید تانتال (V)
فلورید تانتال(V) (به انگلیسی: Tantalum(V) fluoride) با فرمول شیمیایی TaF۵ یک ترکیب شیمیایی است. که جرم مولی آن 275.95 g/mol می‌باشد. شکل ظاهری این ترکیب، پودر سفید است.